# Katelyn Nacon
Katelyn May Nacon (Atlanta, Georgia; 11 de junio de 1999) más conocida como Katelyn Nacon es una actriz, modelo, compositora y cantante estadounidense. Es conocida por darle vida al personaje de Enid en The Walking Dead, también ha protagonizado varias series y películas como t@gged (2016) Light as a Feather (2018) y Linoleum (2022).

## Carrera
Nacon comenzó su carrera como actriz con un papel en la película Loving Generously. Su primera aparición en televisión fue en Resurrection. Apareció en Adult Swim, Too Many Cooks, un episodio que se hizo muy conocido en YouTube. Su papel más notable es Enid en The Walking Dead (2015-2019), donde fue un personaje principal en la temporada 9.
En 2015, Nacon lanzó su primer EP Love in May

## Filmografía

### Películas
| Año  | Película              | Papel           | Notas |
| ---- | --------------------- | --------------- | ----- |
| 2013 | Second Chances        | Cami            |       |
| 2013 | Psychology of Secrets | Patti           |       |
| 2014 | Another Assembly      | Mya             |       |
| 2022 | Linoleum              | Nora Edwin      |       |
| 2023 | Southern Gospel       | Julie Ledbetter |       |

### Televisión
| Año       | Serie              | Papel        | Notas                          |
| --------- | ------------------ | ------------ | ------------------------------ |
| 2014      | Resurrection       | (Sin nombre) | Episodio: Us Against the World |
| 2014      | Too Many Cooks     | Chloe Cook   | Corto de TV                    |
| 2015-2019 | The Walking Dead   | Enid         | 34 episodios (Temp. 5-9)       |
| 2016-2018 | T@gged             | Elisia Brown | 35 episodios                   |
| 2019      | Light as a Feather | Sammi Karras | 12 episodios (Temp. 2)         |

## Discografía
Love in May (2015)

## Premios y nominaciones
| Año  | Premio             | Categoría                                                                      | Trabajo          | Resultado |
| ---- | ------------------ | ------------------------------------------------------------------------------ | ---------------- | --------- |
| 2016 | Young Artist Award | Mejor Actuación en una Serie de Televisión - Joven Actriz Recurrente (14 – 21) | The Walking Dead | Nominada  |